# Ryo Kiyuna
Ryo Kiyuna (Okinawa, Japón, 12 de julio de 1990) es un luchador de kárate japonés campeón olímpico en Tokio 2020 en la modalidad de Kata.
Ha sido cuatro veces campeón mundial, en los años 2014, 2016, 2018, 2021 en kata individual y doble campeón del mundo en kata por equipos.

## Palmarés olímpico
| Juegos Olímpicos             | Juegos Olímpicos                | Juegos Olímpicos  | Juegos Olímpicos |
| Año                          | Lugar                           | Medalla           | Categoría        |
| ---------------------------- | ------------------------------- | ----------------- | ---------------- |
| 2021                         | Tokio ( Japón)                  | Medalla de oro    | Kata             |
| Campeonato Mundial de Karate |                                 |                   |                  |
| 2021                         | Dubái ( Emiratos Árabes Unidos) | Medalla de oro    | Kata             |
| 2018                         | Madrid ( España)                | Medalla de oro    | Kata             |
| 2018                         | Madrid ( España)                | Medalla de oro    | Kata por equipos |
| 2016                         | Linz ( Austria)                 | Medalla de oro    | Kata             |
| 2016                         | Linz ( Austria)                 | Medalla de oro    | Kata por equipos |
| 2014                         | Bremen ( Alemania)              | Medalla de oro    | Kata             |
| 2012                         | París ( Francia)                | Medalla de bronce | Kata             |